# Hélio Lopes
Hélio Fernando Barbosa Lopes (Queimados, Río de Janeiro, Brasil, 28 de marzo de 1969), también conocido como Hélio Negão y Hélio Bolsonaro, es un militar y político conservador brasileño.

## Vida política

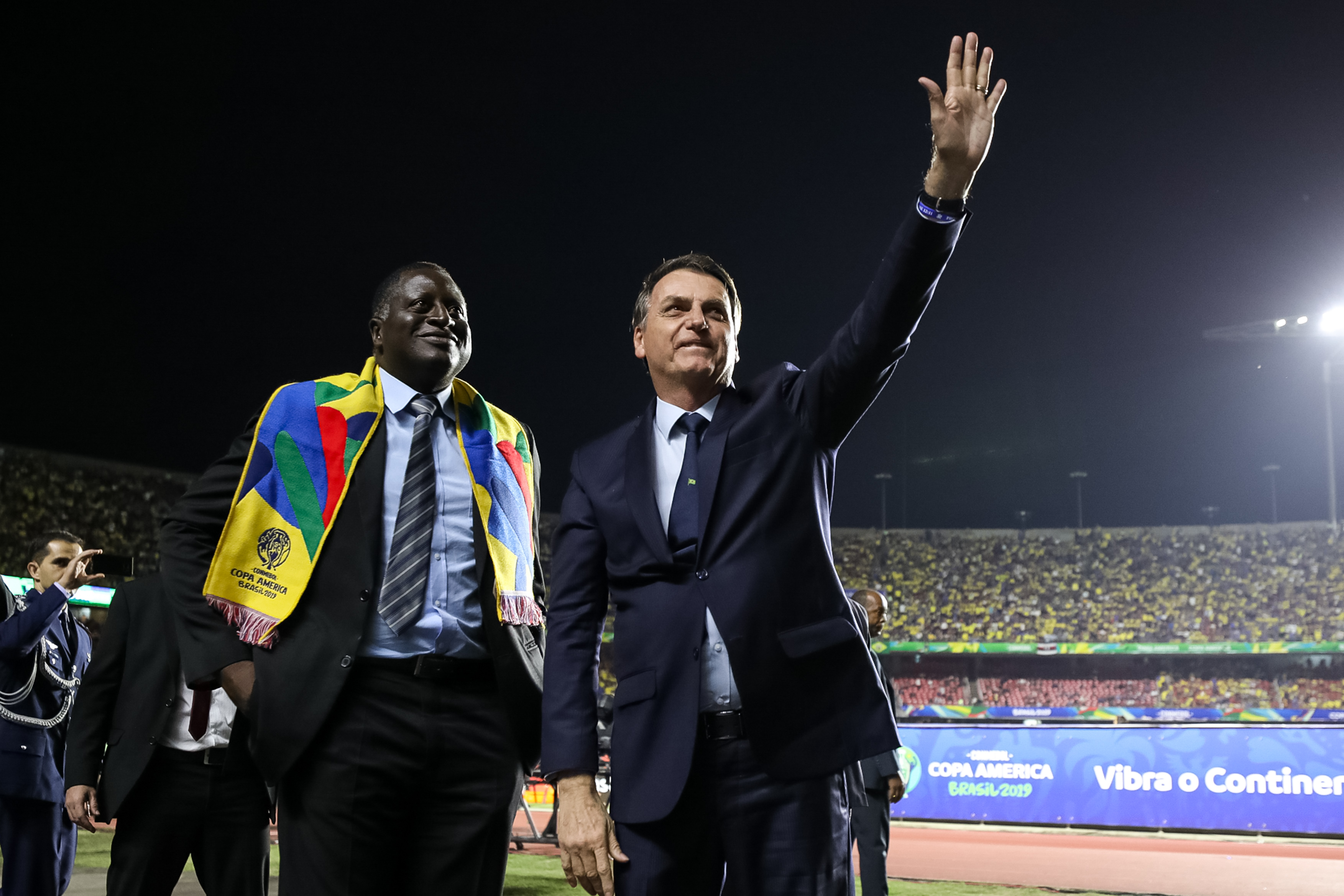
Hélio Lopes junto al Presidente Jair Bolsonaro, en la apertura de la Copa América (14 de junio de 2019).

En 2004 se postuló por el ya desaparecido Partido Republicano Progresista para el cargo de concejal en el municipio de Queimados, Río de Janeiro, pero solo obtuvo 277 votos. En 2014 se postuló por el Partido Laborista Nacional (actualmente Podemos) para diputado federal por el estado de Río de Janeiro, pero su candidatura fue rechazada. En 2016, el Partido Social Cristiano lo nominó para el cargo de concejal en el municipio de Nova Iguaçu, pero recibió solamente 480 votos.
Se postuló por su actual partido, el Partido Social Liberal (PSL), para el cargo de diputado federal por el estado de Río de Janeiro, en las elecciones estatales del 7 de octubre de 2018. En esta ocasión, recibió el apoyo directo de su amigo Jair Bolsonaro, quien sería candidato a presidente de la República por el mismo partido. En esta elección resultó victorioso, habiendo obtenido 345.234 votos, siendo además el diputado federal más votado de Río de Janeiro.